# Suore missionarie del Vangelo
Le Suore Missionarie del Vangelo (in francese Sœurs Missionnaires de l'Évangile) sono un istituto religioso femminile di diritto pontificio.

## Storia
La congregazione è sorta il 4 settembre 2014 dall'unione di quattro precedenti istituti: le suore della carità di Santa Maria d'Angers, le suore di San Carlo d'Angers, le figlie del Buon Salvatore di Caen e le suore della Sacra Famiglia di Nantes.
- Le suore della carità di Santa Maria erano una congregazione religiosa di diritto diocesano: le sue origini risalivano a una "Maison de Charité" fondata ad Angers da Anne Jallot, seguendo gli insegnamenti di Vincenzo de' Paoli e Francesco di Sales, per la cura dei poveri e la formazione di maestre per le zone rurali. Il 24 giugno 1714, l'istituzione fu donata alla parrocchia di San Maurilio di Angers. Le donne che lavoravano nella "Maison de Charité", dette inizialmente Dame della Casa di carità della parrocchia di San Maurilio e poi Suore dell'ospizio di San Carlo, nel 1810 ottennero dall'imperatore Napoleone Bonaparte il riconoscimento come congregazione religiosa insegnante ed ospedaliera.[2]

- Le suore di San Carlo erano una congregazione religiosa di diritto diocesano, fondata a Nantes l'11 maggio 1856 dal sacerdote Jean-Marie Laurent per la cura dei malati e degli anziani e l'assistenza di bambini orfani e abbandonati.[3]

- Le figlie del Buon Salvatore erano una congregazione di diritto pontificio, fondata nel 1732 a Caen da Anne Le Roy e restaurata dopo il 1801 da Pierre-François Jamet.[4]

- Le suore della Sacra Famiglia erano una congregazione di diritto diocesano che traeva origine dalla comunità di "governanti" che, sin dalla metà del Cinquecento, servivano nell'ospedale di Angers. Dedite all'educazione e all'istruzione cristiana della gioventú e alla cura dei malati e dei vecchi, il 13 maggio 1679 l'istituto ricevette le prime regole dal vescovo Henri Arnauld. I primi voti pubblici furono emessi nel 1838 e il 14 dicembre 1852 la congregazione fu riconosciuta da Napoleone III come istituzione ospedaliera e insegnante.[5]

## Attività e diffusione
Le suore si dedicano all'educazione della gioventù, alla cura di malati e anziani e ad altre opere sociali.
Sono presenti in Centrafrica, Francia, Guinea, Irlanda, Italia, Madagascar, Regno Unito, Senegal, Spagna; la sede generalizia è a Bretteville-sur-Odon.
Alla fine del 2015 l'istituto contava 444 religiose in 70 case.